# Discografia lui Young Buck
Discografia rapperului Young Buck.

## Albume

### Studio
| An   | Titlu                                                                            | Poziția în top | Poziția în top | Poziția în top | Poziția în top | Poziția în top | Poziția în top | Vânzări și certificări                                                                                          |
| An   | Titlu                                                                            | U.S.           | UK             | GER            | FRA            | CAN            | AUS            | Vânzări și certificări                                                                                          |
| ---- | -------------------------------------------------------------------------------- | -------------- | -------------- | -------------- | -------------- | -------------- | -------------- | --- |
| 2004 | „ Straight Outta Cashville ” - Lansat: 24 august 2004 - Label: G-Unit/Interscope | 3              | 22             | —              | 75             | 1              | —              | Certificare RIAA: Platină Vânzări în S.U.A. : 1.1 millioane copii Vânzări la nivel mondial: 2.3 millioane copii |
| 2007 | „ Buck the World ” - Lansat: 27 martie 2007 - Label: G-Unit/Interscope           | 3              | —              | —              | 131            | 7              | —              | Certificare RIAA : Aur                                                                                          |

### Compilații
- „  Product of the South ” 
  - Cu: Outlawz & C-Bo
  - Lansarea: 1 aprilie 2008
  - Poziția în top:
  - Certificare RIAA:
  - Single: Driving Down The Freeway

### Independent
- „Da Underground Vol. 1 (with D-Tay) ”
  - Lansat: 2004
  - Label: John Galt Entertainment

- „ T.I.P. ”
  - Lansat: 2005
  - Label: Mass Appeal Entertainment

### Mixtapeuri
- „The Sopranos”
  - Lansat: 2004
  - Label: Shadyville Entertainment

- „Welcome to the Hood”
  - Lansat: 2004
  - Label: Shadyville Entertainment

- „Case Dismissed! The Introduction of G-Unit South”
  - Lansat: February 2006
  - Vânzări țn S.U.A: 2,694 copii
  - Label: The Aphilliates

- „Chronic 2006”
  - Lansat: 2006
  - Label: G-Unit

- „Gangsta Grillz: Welcome to the Traphouse”
  - Lansat: 2006
  - Label: G-Unit

- „Get Buck: The Official Mixtape”
  - Lansat: 2007
  - Label: Shadyville Entertainment/LXG Music Group

## Single-uri

### Solo
| An   | Cântec                                             | Top positions | Top positions | Top positions | Album                      |
| An   | Cântec                                             | U.S. Hot 100  | U.S. R&B      | U.S. Rap      | Album                      |
| ---- | -------------------------------------------------- | ------------- | ------------- | ------------- | -------------------------- |
| 2004 | „ Let Me In ”                                      | 34            | 15            | 11            | „Straight Outta Cashville” |
| 2004 | „ Shorty Wanna Ride ”                              | 17            | 8             | 6             | „Straight Outta Cashville” |
| 2004 | „ Look at Me Now ” (feat. Kon Artis)               | —             | —             | —             | „Straight Outta Cashville” |
| 2006 | „ I Know You Want Me ” (feat. Jazze Pha)           | —             | 67            | —             | „Buck the World”           |
| 2007 | „ Get Buck"                                        | 87            | 43            | 22            | „Buck the World”           |
| 2007 | „ U Ain't Goin' Nowhere ” (feat. Latoiya Williams) | —             | 57            | —             | „Buck the World”           |
| 2008 | „ Driving Down The Freeway ” (feat. Outlawz, C-Bo) | —             | -             | —             | „Product of the South”     |

### Alături de alți artiști
| An   | Cântec                                                                          | Poziția în top | Poziția în top | Poziția în top | Album                           |
| An   | Cântec                                                                          | U.S. Hot 100   | U.S. R&B       | U.S. Rap       | Album                           |
| ---- | ------------------------------------------------------------------------------- | -------------- | -------------- | -------------- | ------------------------------- |
| 2003 | „P.I.M.P. (remix) ” (50 Cent feat. Snoop Dogg, Lloyd Banks, & Young Buck)       | 3              | 3              | 3              | „Get Rich or Die Tryin”         |
| 2004 | „Ride Wit U” (Joe feat. G-Unit)                                                 | 56             | 22             | –              | „And Then... ”                  |
| 2005 | „ Stay Fly ” (Three 6 Mafia feat. Young Buck, Eightball & MJG)                  | 13             | 9              | 3              | „Most Known Unknown”            |
| 2005 | „I Know You Don't Love Me” (Tony Yayo feat. 50 Cent, Young Buck, & Lloyd Banks) | —              | 105            | —              | „Thoughts of a Predicate Felon” |
| 2006 | „ Rompe (remix) ” (Daddy Yankee feat. Lloyd Banks & Young Buck)                 | 24             | —              | —              | „Barrio Fino En Directo”        |
| 2006 | „Give It to Me” (Mobb Deep feat. Young Buck)                                    | —              | —              | —              | Blood Money”                    |
| 2006 | „ Money in the Bank ” (Lil Scrappy feat. Young Buck)                            | 28             | 7              | 5              | „Bred 2 Die Born 2 Live”        |

## Apariții în videoclipuri
- 2003 „ 21 Questions ” (50 Cent feat. Nate Dogg)
- 2004 „ U Should've Known Better ” (Monica)
- 2004 „ On Fire ” (Lloyd Banks feat. 50 Cent)
- 2004 „ I'm So Fly ” (Lloyd Banks)
- 2005 „ Candy Shop ” (50 Cent feat. Olivia)
- 2005 „ So Seductive ” (Tony Yayo feat. 50 Cent)
- 2005 „ Outta Control (remix) ” (50 Cent feat. Mobb Deep)
- 2006 „ Window Shopper ” (50 Cent)
- 2006 „Have a Party” (Mobb Deep feat. 50 Cent & Nate Dogg)
- 2006 „ Money In The Bank ” (Lil Scrappy (feat. Young Buck)
- 2006 „ Cry No More ” (Shareefa)
- 2006 „ You Don't Know ” (Eminem feat. 50 Cent, Lloyd Banks, & Cashis)
- 2006 „ Help ”  (Lloyd Banks feat. Keri Hilson)
- 2007 „ Go Getta ” (Young Jeezy feat. R. Kelly)

## Alte colaborări
- 2000: „M.E.M.P.H.I.S” (Three 6 Mafia feat. Young Buck)
- 2003: „Blood Hound” (50 Cent feat. Young Buck)
- 2004: „Work Magic” (Lloyd Banks feat. Young Buck)
- 2004: „I Luv da Hood” (The Game feat. Young Buck)
- 2004: „O It's On” (Petey Pablo feat. Young Buck)
- 2004: „Game Over (Flip) (remix) ” (Lil Flip feat. Young Buck & Bun B)
- 2005: „Feel It In the Air” (Tony Yayo feat. D-Tay & Young Buck)
- 2005: „How the Hell” (I-20 feat. Ludacris & Young Buck)
- 2005: „Yappin'” (Master P feat. Young Buck)
- 2005: „Last of a Dying Breed” (Young Jeezy feat. Trick Daddy, Young Buck, & Lil Will)
- 2005: „You Already Know” (Lloyd Banks feat. 50 Cent & Young Buck)
- 2005: „I'll Whip Ya Head Boy” (50 Cent feat. Young Buck)
- 2006: „Undertaker” (T.I. feat. Young Dro & Young Buck)
- 2006: „I'm Bad” (Quanie Cash feat. Young Buck)
- 2006: „Iceman” (Lloyd Banks feat. Young Buck, Scarface, & Eightball)
- 2006: „Sleep” (Tupac feat. Chamillionaire & Young Buck)
- 2006: „Slow Down” (Lyfe Jennings feat. Young Buck & Doc Black)
- 2006: „Straight Up” (Trick Daddy feat. Young Buck)
- 2007: „Ain't Nothin' Like Me” (Joe feat. Tony Yayo & Young Buck)
- 2007: „Come Around (remix) ” (Collie Buddz feat. Tony Yayo & Young Buck)
- 2007: „Ride or Die” (Chauncey Black feat. Rah Digga & Young Buck)
- 2007: „B.U.D.D.Y. (remix) ” (Musiq Soulchild feat. T.I. & Young Buck)
- 2007: „I Don't Lie” (Haystack feat. Young Buck)
- 2007: „Tear It Up” (All Star Cashville Prince feat. Young Buck)
- 2007: „Chopped Off” (Freeze feat. Young Buck)
- 2007: „ Krispy (remix) ” (Kia Shine feat. Swizz Beats, Jim Jones, Slim Thug, E-40, Young Buck, Remy Ma, & LL Cool J)
- 2007: „Drank n Drive” (Ya Boy feat. Young Buck)
- 2007: "26 Inches” (Blood Raw feat. Young Buck)
- 2007: „Fire” (50 Cent feat. Nicole Scherzinger & Young Buck)
- 2007: "Where You From” (E.S.G. feat. Young Buck)
- 2007: "Drivin Down the Freeway” (Outlawz feat. Young Buck)
- 2007: „Fed's Takin' Pictures” (DJ Drama feat. T.I., Young Jeezy, Young Buck, Jim Jones & Willie the Kid)
- 2007: „Talk About Me” (DJ Drama feat. Lloyd Banks, Young Buck & Tony Yayo)
- 2007: „God's Plan” (Hi-Tek feat. Young Buck & Outlawz)
- 2007: „You Lying Remix” (All Star Cashville Prince feat. Young Buck)
- 2008: „The Mack” (Twista feat. Young Buck & Nelly)